# Elena Escura
Elena Escura (Castelló de la Plana, 1981) és una directora de cinema espanyola. És llicenciada en comunicació audiovisual per la Universitat Autònoma de Barcelona i especialitzada en guió cinematogràfic a l'Escola Superior de Cinema i Audiovisuals de Catalunya (ESCAC). Ha publicat narracions a les revistes Vulture, DepieFoto, Relatos de Mujer, Bajo la almohada i va publicar el seu llibre de narracions, Las mujeres de la estación de sal (Editorial Dech).
Va debutar dirigint el curtmetratge documental el 2004, quan després d'una estada a Guatemala com a voluntària, va elaborar Permiso para soñar. El 2014 va dirigir Caldo de gallina i el 2023 Hàbitat va guanyar el Premi Berlanga al millor curtmetratge de ficció. Poc després va debutar amb el llargmetratge Les vacances de Mara, pel·lícula de clausura a la XXXVIII edició de la Mostra de València i per la que va guanyar el Premi Berlanga a la millor direcció.

## Filmografia
- Caldo de gallina (2014)
- Escala en Madrid (2015)
- Hàbitat (2023)
- Les vacances de Mara (2023)